# FOF
Folkeligt Oplysningsforbund (FOF) er et dansk oplysningsforbund, som blev stiftet i 1947 af Det Konservative Folkeparti. Forbundet udbyder aftenskoleundervisning og kulturelle arrangementer i mere end 80 kommuner, og det anslås, at mindst en kvart million mennesker deltager hvert år.
Forbundet er baseret på en kristelig-humanistiske kulturtradition at fremme kundskab om menneske og samfund og medvirke til at dygtiggøre og udvikle den enkelte til et rigere menneske- og samfundsliv.

## Landsformænd
- 1947-1959: Flemming Hvidberg
- 1959-1966: Paul Honoré
- 1966-1968: Richard Teislev
- 1968-1979: Flemming Palle Hansen
- 1979-1983: Aage Hastrup
- 1983-1989: Per Stig Møller
- 1989-2007: Søren Møller
- 2007-2019: Anne Birgitte Lundholt
- 2019-2022: Mai Mercado
- 2022-: Henning Kjærgaard